# Асикага Ёсихидэ
Асикага Ёсихидэ (яп. 足利義栄; 1538 год — 28 октября 1568 года) — 14-й сёгун Японии из династии Асикага в период сёгуната Муромати.

## Биография
Сын самурая Асикаги Ёсицуны (1509—1573), старшего брата 12-го сёгуна Асикаги Ёсихару (1511—1550), правившего в 1521—1546 годах, внук 11-го сёгуна Асикаги Ёсидзуми.
Его отец был усыновлён 10-м сёгуном Асикагой Ёситанэ, но не стал его наследником.
Асикага Ёсихидэ пришёл к власти после убийства 13-го сёгуна Асикаги Ёситэру. Был изгнан из столицы Одой Нобунагой. Его место занял 15-й сёгун Асикага Ёсиаки.